# Allorhynchium lugubrinum
Allorhynchium lugubrinum är en stekelart som först beskrevs av Cameron 1900.  Allorhynchium lugubrinum ingår i släktet Allorhynchium och familjen Eumenidae. Inga underarter finns listade i Catalogue of Life.